# Hajdú László (statisztikus)
Szovátai Hajdú László Imre András (Felsőbáka, 1859. november 13. – Budapest, 1914. április 17.) statisztikus, a Központi Statisztikai Hivatal igazgatója 1914-ben.

## Életútja
A nemesi származású szovátai Hajdú család sarja. Édesapja szovátai Hajdú Adalbert, édesanyja Urbanek Franciska volt. Középiskolai tanulmányait a nagyszombati római katolikus gimnáziumban végezte. Jogakadémiai diplomája megszerzése után a budapesti tudományegyetemen 1880-ban jog- és államtudományi vizsgát tett. 1882 és 1885 között közjegyzői gyakorlatot végzett. 1885-ben letette a statisztikai szakvizsgát. Ezután egy évig a KSH díjnokaként tevékenykedett. 1886-ban segédfogalmazóvá nevezeték ki. 1900-tól 1903-ig a földművelésügyi minisztériumban dolgozott. 1903-ban a Kormányjelentést Szerkesztő Vegyesbizottság, 1904-ben az Országos Községi Törzskönyvbizottság, 1905-ben a Statisztikai Szakvizsgabizottság tagja és a Magyar Közgazdasági Társaság igazgatóválasztmányának tagja lett. 1912-ben a KSH aligazgatójává, 1914. április 3-án igazgatójává nevezték ki. Mindössze két hétig töltötte be a posztot halála miatt.

## Munkássága
Mezőgazdasági és kereskedelmi statisztikai kérdésekkel foglalkozott. Írásait javarészt a Közgazdasági és Közigazgatási Szemle jelentette meg.

## További információ
- A Magyar Szent Korona országainak állatlétszáma I-II. (1913)